# Daniel (orkaan)
Orkaan Daniel was de dodelijkste en meest verwoestende tropische orkaan in de Middellandse Zee ooit gemeten, en ook de dodelijkste orkaan wereldwijd sinds de cycloon Nargis in 2008.
De storm trof aanvankelijk Griekenland, Bulgarije en Turkije met grote overstromingen. De storm evolueerde en werd aangeduid als storm Daniel. Het kreeg al snel quasi-tropische kenmerken en trok richting de kust van Libië, waar het catastrofale overstromingen veroorzaakte voordat de storm in kracht afnam. De storm was het resultaat van een Omega-blok, toen een hogedrukgebied ingeklemd raakte tussen twee lagedrukgebieden, waarbij de isobaren een Griekse letter Ω vormden.
Vanwege het kortstondige en plotselinge karakter van de storm waren de voorzorgsmaatregelen minimaal. In Griekenland werd de storm beschouwd als de ergste in de geschiedenis, met hevige regenval die leidde tot overstromingen die meer dan 2 miljard euro aan schade veroorzaakten. Libië werd het zwaarst getroffen, met stortregens die ervoor zorgden dat er twee stuwdammen bij de stad Derna doorbraken. Dit resulteerde in duizenden doden, waarbij tussen de 10.000 en 100.000 mensen werden vermist, hoewel de exacte cijfers per bron verschilden. De kwetsbaarheid van Libië voor dergelijke rampen werd toegeschreven aan de burgeroorlog. Kritieke infrastructuur was door de oorlog beschadigd en in slechte staat. In de nasleep beloofden verschillende landen langs de Middellandse Zee hulp te zullen verlenen aan de getroffen landen.

## Meteorologisch verloop
Boven de Ionische Zee ontwikkelde zich een lagedrukgebied waarvan de oppervlaktetemperatuur tegen tropische waarden aan lag. Dit lagedrukgebied
mondde uit in een flinke storm. Op 4 september 2023 trok de atmosferische verstoring zuidwaarts over het Balkanschiereiland, wat leidde tot hevige regenval, met name in de regio Thessalië. Het systeem werd de volgende dag een mediterrane orkaan boven de Ionische Zee en werd door de Griekse Nationale Meteorologische Dienst Storm Daniel genoemd. Gedurende de volgende dagen bewoog het systeem zich naar het zuidoosten, met een piek van een subtropische storm met windsnelheden van 83 km/u. De storm kwam vervolgens aan land nabij de stad Benghazi in Libië. Op 10 september 2023 trok Daniel naar het oosten en ging verder landinwaarts. Niet zozeer de windkracht maar de hevige regenval veroorzaakte catastrofale overstromingen. De storm degenereerde op 12 september 2023 en was aan het einde van de dag volledig verdwenen.

## Invloed

### Griekenland

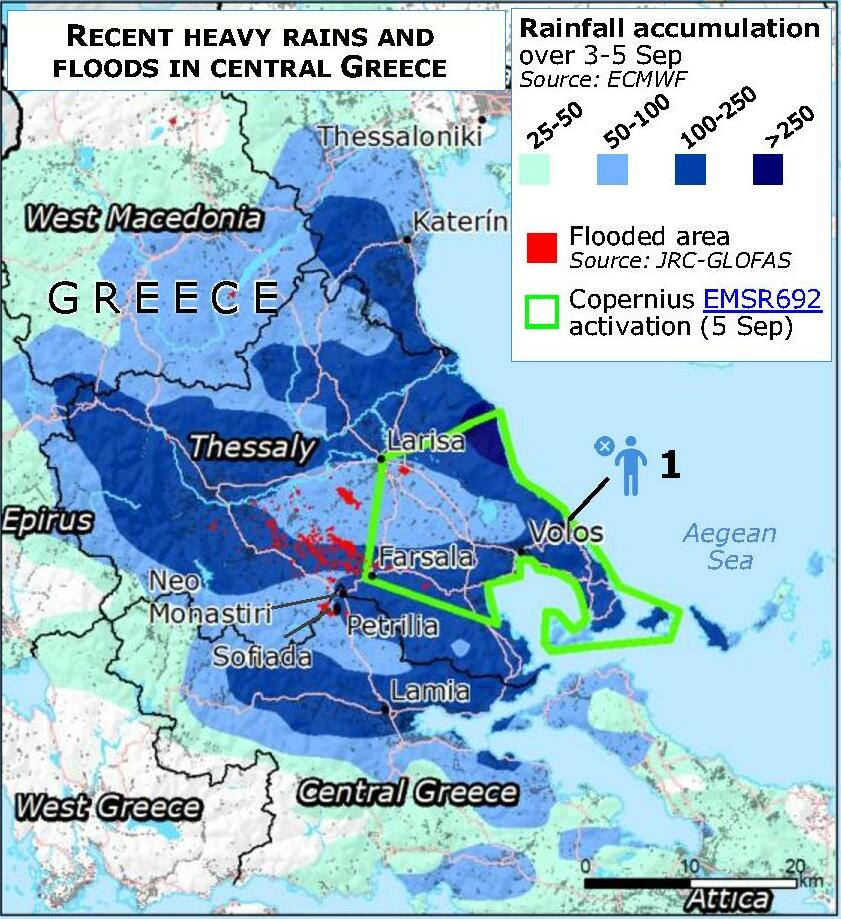
Overstromingen in Midden-Griekenland

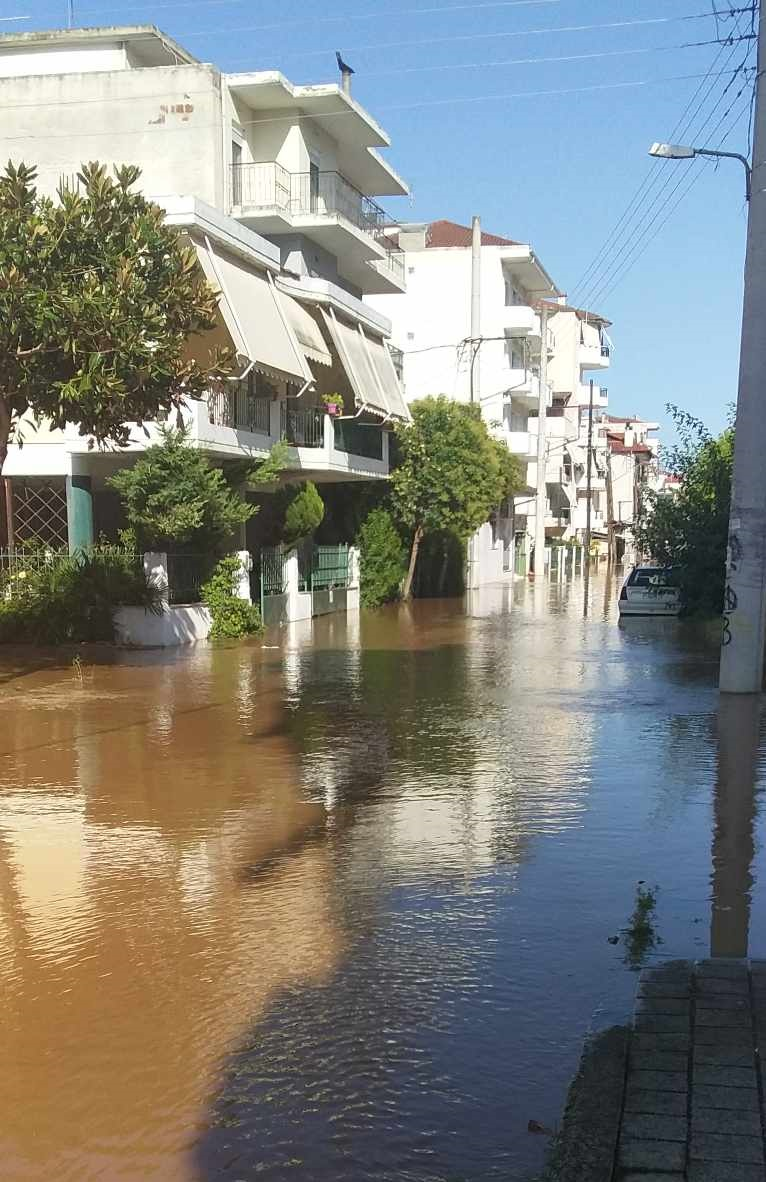
Een overstroomde straat in Larisa, Griekenland

Op 5 september 2023 kwam bij overstromingen in Thessalië, Griekenland, minstens één persoon om het leven. Op dezelfde dag viel in het dorp Zagora 1.092 millimeter regen, 55 keer meer dan de gemiddelde neerslag van het land in dezelfde maand. Portaria registreerde ook een nieuw regenrecord van 884 millimeter. Verdere regenval kon niet worden gemeten omdat het weerstation vervolgens uitviel. Op 6 september 2023 trad de Krafsidonas-rivier buiten zijn oevers in Volos en verwoestte daar een brug en een verpleeghuis, terwijl hij auto's, bussen, bomen en puin op zijn pad meesleurde.
Sinds de regenval begon, werd de Rapid Mapping Service van het Copernicus-programma geactiveerd voor het overstromingsgebied in Griekenland, waarbij analyse van de Sentinel-1-satellietgegevens van 7 september 2023 een geschat overstromingsgebied van ongeveer 73.000 hectare liet zien. Meteorologen classificeerden de storm als de ergste van Griekenland sinds het begin van de metingen in 1930. De overstromingen in Thessalië, een gebied dat ongeveer 15% van de Griekse landbouwproductie levert, vernietigden de gewassen voor de rest van het jaar en veroorzaakten ernstige schade op de lange termijn, aangezien de dikke laag modder de grond onvruchtbaar maakte, wat wel vijf jaar kan duren voordat deze weer volledig functioneel is. De geschatte schade in Griekenland werd op ruim € 2 miljard geraamd.
Op 10 september 2023 werden in Griekenland nog vier lichamen gevonden, waardoor het dodental in het land op vijftien kwam.

### Turkije
Tijdens de eerste dagen van de storm kwamen in Turkije vijf mensen om het leven tijdens overstromingen in Kırklareli. In de districten Başakşehir en Küçükçekmece in Istanbul vielen twee dodelijke slachtoffers.

### Bulgarije

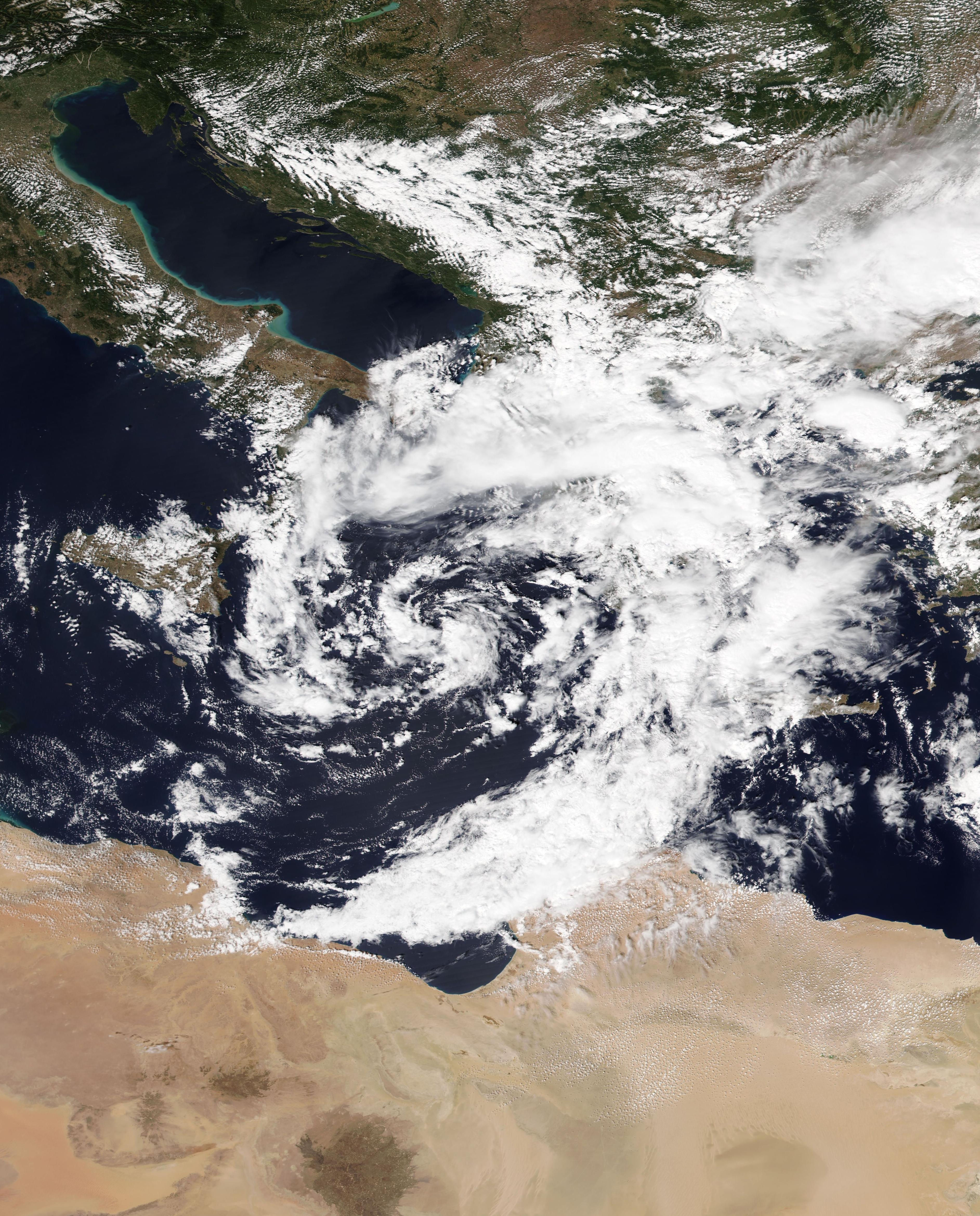
Storm Daniel op 5 september 2023

Dorpen aan en nabij de kust van de Zwarte Zee in de provincie Boergas in het zuidoosten van Bulgarije raakten onder water, waardoor evacuaties noodzakelijk waren. Drie mensen werden meegesleurd nadat een brug in het Tsarevo-gebied instortte. Een ander persoon verdronk in de buurt van de stad.
In Kosti werd 311 mm regen gemeten (420% van het maandgemiddelde voor september). In Achtopol bedroeg dit 196 mm (350% van het maandgemiddelde) en in Gramatikovo tot 275 mm (368% van het maandgemiddelde). In Tsarevo werd verwacht dat de regenval een Bulgaars record zou vestigen, met 330 mm neerslag binnen 20 uur (40% van het jaargemiddelde).
Een waterhoos werd waargenomen in de zee bij Tyulenovo in het noordoosten van Bulgarije.

### Libië
In Libië veroorzaakte de orkaan hevige regenval waardoor nabij de stad Derna twee stuwdammen overstroomden en vervolgens doorbraken. Hierdoor kwam naar schatting 30 miljoen kubieke meter water vrij in de vorm van een  metershoge vloedgolf die door de meestal nagenoeg droogstaande wadi van Derna denderde richting de open zee. De vloedgolf veroorzaakte een ongekende ramp met duizenden doden en vermisten tot gevolg. en richtte catastrofale schade aan. De Wadi Derna trad aan beide zijden 50 meter buiten zijn oevers. Bewoners herinnerden zich dat ze luide explosies hadden gehoord toen de dammen doorbraken. De premier van de regering van Nationale Stabiliteit die Oost-Libië controleert, Osama Hamada, verklaarde dat hele woonwijken waren weggevaagd. Video's die op sociale media werden geplaatst, lieten zien dat auto's werden meegesleurd in de zondvloed. Vier bruggen stortten in. Minister van Luchtvaart, Hisham Chkiouat, zei dat Derna eruitzag alsof het door een "tsunami" was getroffen. Hij zei ook dat 25% van de stad verdwenen was, en dat grote delen van de stad in zee terecht waren gekomen. De minister van Volksgezondheid, Othman Abduljalil, zei dat alleen al in Derna 6.000 mensen vermist werden. Slechts drie van de tien districten van de stad ontsnapten aan de overstromingen, terwijl vijf van de zeven toegangswegen tot Derna ontoegankelijk waren.
Ziekenhuizen in de stad raakten onbruikbaar terwijl mortuaria vol raakten, wat ertoe leidde dat lichamen op trottoirs en op het centrale plein van de stad werden neergelegd. Meer dan 300 lichamen werden naar een mortuarium in Tobroek gebracht. Ongeveer 300 doden werden op 11 september 2023 in massagraven begraven. Mariniers werden ingezet om de lichamen te bergen die door de overstromingen in zee terecht waren gekomen.
De omvang van de ramp in Derna werd toegeschreven aan de burgeroorlog in Libië en de daaruit voortvloeiende politieke gevolgen. De ingestorte dammen zijn in de jaren zeventig door een Joegoslavisch bedrijf gebouwd en de locoburgemeester van de stad zei dat ze sinds 2002 niet meer waren onderhouden en niet gebouwd waren om zulke hoeveelheden water te weerstaan. Er wordt aangenomen dat de ineenstorting van de stroomopwaartse dam, gelegen op de samenvloeiing van twee riviervalleien, ertoe heeft geleid dat het water twaalf kilometer naar de zee stroomde en de stroomafwaarts gelegen dam overweldigde, die ook al onder druk stond door het stijgende water.
In Al Abraq viel ongeveer 170 millimeter regen. Getuigen vertelden aan persbureau Reuters dat het water tot wel 3 meter hoog kwam. Overstromingen vonden ook plaats in Tobruk, Tacnis, Al-Bayada en Battah, evenals in het hele district Al Jabal al Akhdar en in Misratah in het westen. In Al Bayda werden ziekenhuizen geëvacueerd vanwege verwoestende overstromingen die veroorzaakt werden door Daniel en 50 mensen kwamen om en tientallen werden vermist. Er werden zeven slachtoffers gemeld in Susa, zeven doden in de steden Omar al-Mokhtar en Shahhat, en één dode in Marj.
Volgens Libische functionarissen zijn op 13 september 2023 ten minste 6.872 mensen omgekomen en werden er tussen de 10.000 en 100.000 mensen vermist. Ongeveer 7.000 mensen raakten gewond en 40.000 mensen raakten ontheemd. Tien ziekenhuizen en twintig andere medische voorzieningen werden door de storm onbruikbaar. Khalifa Haftar, de militaire heerser van Oost-Libië, noemde de schade “enorm” en “moeilijk te beschrijven of te meten”. De ramp werd gezien als de ergste die de regio Cyrenaica heeft getroffen sinds de aardbeving in Marj in 1963.
Op 9 september 2023 kondigde de National Oil Corporation een driedaagse sluiting aan van vier oliehavens, waaronder Ras Lanuf, Zueitina, Brega en Sidra. De faciliteiten in Ras Lanuf, Brega en Sidra gingen op 12 september weer open, terwijl de haven van Zueitina op 13 september 2023 weer openging.

## Nasleep

### Libië
De in Tripoli gevestigde Libische presidentiële raad heeft de steden Derna, Shahhat en Bayda tot rampgebied uitgeroepen. Het Huis van Afgevaardigden in Benghazi, dat de meeste getroffen gebieden controleert, heeft drie dagen van nationale rouw afgekondigd, net als de internationaal erkende regering van nationale eenheid in Tripoli onder leiding van premier Abdulhamid al-Dbeibah. Dbeibah beloofde een onderzoek naar de omvangrijke schade, evenals de toewijzing van 2,5 miljard Libische dinar ($515 miljoen) om Derna en Benghazi te helpen herbouwen.
Tunesië, Duitsland, Qatar, Iran, Malta, Turkije en de Verenigde Arabische Emiraten hebben humanitaire hulp toegezegd aan Libië. De Egyptische president Abdul Fatah al-Sisi zei dat hij hulp zou bieden. Hij riep ook drie dagen van nationale rouw uit voor de slachtoffers van de overstromingen en die van de Marokkaanse aardbeving van 2023 op 8 september 2023. Een militaire delegatie onder leiding van de stafchef van de strijdkrachten, Osama Askar, ging op 12 september 2023 naar Oost-Libië voor een ontmoeting met Khalifa Haftar. De delegatie bestond uit 25 reddingsteams en drie militaire vliegtuigen met humanitaire hulpgoederen. Op verzoek van de president van de Libische presidentiële raad, Mohamed al-Menfi, stuurde Algerije acht Iljoesjin Il-78-vliegtuigen met humanitaire hulp, waaronder voedselvoorraden, medische uitrusting, kleding en tenten. Op 12 september 2023 stuurde Italië een beoordelingsteam naar Libië. Een woordvoerder van het Franse ministerie van Buitenlandse Zaken kondigde aan dat het land bereid was om te reageren op verzoeken van de Libische regering. Josep Borrell, hoofd van het buitenlands beleid van de EU, zei dat de EU stand-by stond om steun te geven, terwijl de voorzitter van de commissie, Ursula von der Leyen, haar condoleances betuigde. De Wereldgezondheidsorganisatie stuurde een zending van 40 ton hulp naar Libië.
De verstoring van de olie-export uit Libië als gevolg van de storm heeft ertoe bijgedragen dat de prijs van ruwe Brent-olie op 12 september 2023 steeg tot $ 92,38 per vat, de hoogste prijs sinds november 2022.
Het is onduidelijk hoeveel mensen bij de vloedgolf zijn omgekomen. Vast staat dat het om duizenden doden gaat. Op 17 september 2023 werd het dodental op 11.500 gesteld. Volgens de Wereldgezondheidsorganisatie (WHO) worden nog 9.000 mensen vermist en zijn naar schatting 35.000 mensen dakloos geworden.
Op 18 september 2023 demonstreerden honderden mensen in Derna tegen de lokale autoriteiten. De menigte keerde zich onder meer tegen Aguila Saleh, voorzitter van het Oost-Libische parlement en Abdulmenam al-Ghaithi, de inmiddels geschorste burgemeester van Derna. Enkele demonstranten staken zijn huis in brand. De demonstranten houden de lokale autoriteiten verantwoordelijk voor het hoge aantal dodelijke slachtoffers. De twee dammen in de stad die doorbraken vertoonden in 1998 al barsten. Autoriteiten bleven de dammen echter verwaarlozen. Het geld dat voor herstel was gereserveerd, werd op corrupte wijze aan andere zaken uitgegeven. 
Demonstranten riepen om een onderzoek naar hoe de dambreuk kon plaatsvinden. Ook was er woede over de afwezigheid van een goed werkend waarschuwingssysteem voor naderende overstromingen.